# Monteggio
Monteggio är en ort i kommunen Tresa i kantonen Ticino, Schweiz. Orten var före den 18 april 2021 en egen kommun, men slogs då samman med kommunerna Croglio, Ponte Tresa och Sessa till den nya kommunen Tresa.
Kommunen var indelad i 26 frazioni, Bosco, Bruciata, Busino, Cassinone, Castello, Crocivaglio, Fonderia, Fornasette, Genestraio, Isole, Lisora, Molinazzo, Monteggio, Persico, Pirla, Ponte Cremenaga, Ramello, Rancina, Ressiga, Roncaccio, Ronchetto, Rovedera, Selvacce, Suino, Termine och Tiradelza. Den gränsade i söder mot Italien och gränsfloden Tresa.